# 謝濤 (大興)
謝濤，直隶大兴人，清朝政治人物。府经历出身。
嘉庆七年，擔任廣東廣州府永安縣知縣（現紫金縣知縣）。后由丁芳洲接任。嘉庆十年（1805年），擔任清朝廣州府南海縣知縣。后由龔鯤接任。